# 田口真二
田口 真二（たぐち しんじ、1904年4月28日 - 1984年5月16日）は、日本の経営者。平和不動産社長を務めた。

## 経歴
東京都出身。1927年に慶應義塾大学経済学部を卒業し、同年に住友銀行に入行。後に田口証券に転じ、1955年には社長に就任。1956年に東京証券取引所理事に就任し、1957年に専務、1961年に副理事長を経て、1971年5月には平和不動産社長に就任。1977年6月には取締役相談役に退いた。
1976年11月に勲三等瑞宝章を受章した。
1993年3月2日、急性心不全のために死去。88歳没。